# CLEC17A
CLEC17A (англ. C-type lectin domain containing 17A) – білок, який кодується однойменним геном, розташованим у людей на короткому плечі 19-ї хромосоми. Довжина поліпептидного ланцюга білка становить 378 амінокислот, а молекулярна маса — 42 935.
| 10         |  | 20         |  | 30         |  | 40         |  | 50         |
| ---------- |  | ---------- |  | ---------- |  | ---------- |  | ---------- |
| MHNLYSITGY |  | PDPPGTMEEE |  | EEDDDYENST |  | PPYKDLPPKP |  | GTMEEEEEDD |
| DYENSTPPYK |  | DLPPKPGTME |  | EEEEDDDYEN |  | STPPYKDLPP |  | KPGSSAPPRP |
| PRAAKETEKP |  | PLPCKPRNMT |  | GLDLAAVTCP |  | PPQLAVNLEP |  | SPLQPSLAAT |
| PVPWLNQRSG |  | GPGCCQKRWM |  | VYLCLLVVTS |  | LFLGCLGLTV |  | TLIKYQELME |
| ELRMLSFQQM |  | TWRTNMTGMA |  | GLAGLKHDIA |  | RVRADTNQSL |  | VELWGLLDCR |
| RITCPEGWLP |  | FEGKCYYFSP |  | STKSWDEARM |  | FCQENYSHLV |  | IINSFAEHNF |
| VAKAHGSPRV |  | YWLGLNDRAQ |  | EGDWRWLDGS |  | PVTLSFWEPE |  | EPNNIHDEDC |
| ATMNKGGTWN |  | DLSCYKTTYW |  | ICERKCSC   |  |            |  |            |

A: Аланін

C: Цистеїн

D: Аспарагінова кислота

E: Глутамінова кислота

F: Фенілаланін

G: Гліцин

H: Гістидин

I: Ізолейцин

K: Лізин

L: Лейцин

M: Метіонін

N: Аспарагін

P: Пролін

Q: Глутамін

R: Аргінін

S: Серин

T: Треонін

V: Валін

W: Триптофан

Кодований геном білок за функцією належить до рецепторів. 
Задіяний у такому біологічному процесі, як альтернативний сплайсинг. 
Білок має сайт для зв'язування з іонами металів, іоном кальцію, лектинами. 
Локалізований у мембрані.